# Compagnie du Jura industriel

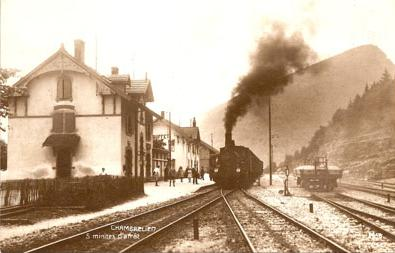
Train en gare de Chambrelien

La Compagnie du Jura industriel (JI) est une ancienne compagnie ferroviaire suisse . Elle a existé de 1857 à 1875 et exploité la ligne Neuchâtel - La Chaux-de-Fonds - Le Locle-Col-des-Roches.
Le Jura industriel avait pour objectif de relier les régions de production horlogère du Jura neuchâtelois à la capitale du canton Neuchâtel par une voie ferrée.

## Histoire

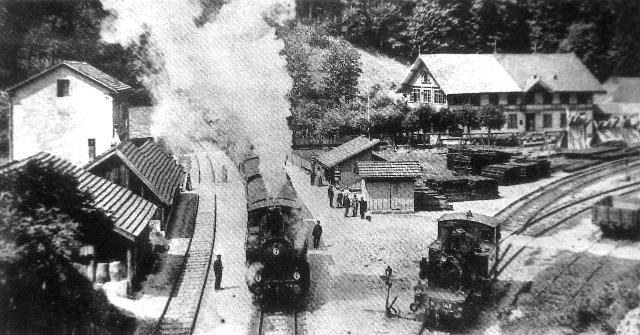
Le train arrivé à Convers est en route pour Neuchâtel. Sur la droite, une locomotive Jura - Berne - Lucerne attend le groupe de wagons de La Chaux-de-Fonds pour commencer le voyage vers Bienne.

En 1853, le canton de Neuchâtel souhaite se connecter au réseau français via la future ligne de la Compagnie du chemin de Franco-Suisse. La Compagnie du Jura industriel reçoit une licence cantonale en 1854 pour relier également Le Locle et La Chaux-de-Fonds à Neuchâtel au réseau suisse.
Niklaus Riggenbach a été sollicité en tant que consultant pour la construction du tracé de 40 kilomètres. Le parcours de Neuchâtel suit une pente constante de 27 ‰ jusqu'à l' épingle de Chambrelien puis le long du versant du Val de Ruz et à travers deux tunnels jusqu'à La Chaux-de-Fonds. De là, la ligne monte à 25 ‰ jusqu'au Locle.
La construction du chemin de fer commence en 1854. En juillet 1857, le tronçon de sept kilomètres entre La-Chaux-de-Fonds et Le Locle est ouvert comme première étape.
Le 27 novembre 1859, la ligne de La Chaux-de-Fonds à Convers, près du portail nord du tunnel des Loges, long de 3259 mètres, peut ouvrir. Quatre jours plus tard, le 1er décembre, c'est au tour de la ligne de Neuchâtel aux Hauts-Geneveys d'ouvrir jusqu'au portail sud du tunnel. L'ensemble de la ligne de Neuchâtel au Locle est ouverte le 15 juillet 1860.
Les bâtiments des gares sont tous construits en bois, à l'exception de celui de La Chaux-de-Fonds, qui, en tant que siège de la Compagnie du Jura industriel, est bâti en pierres.

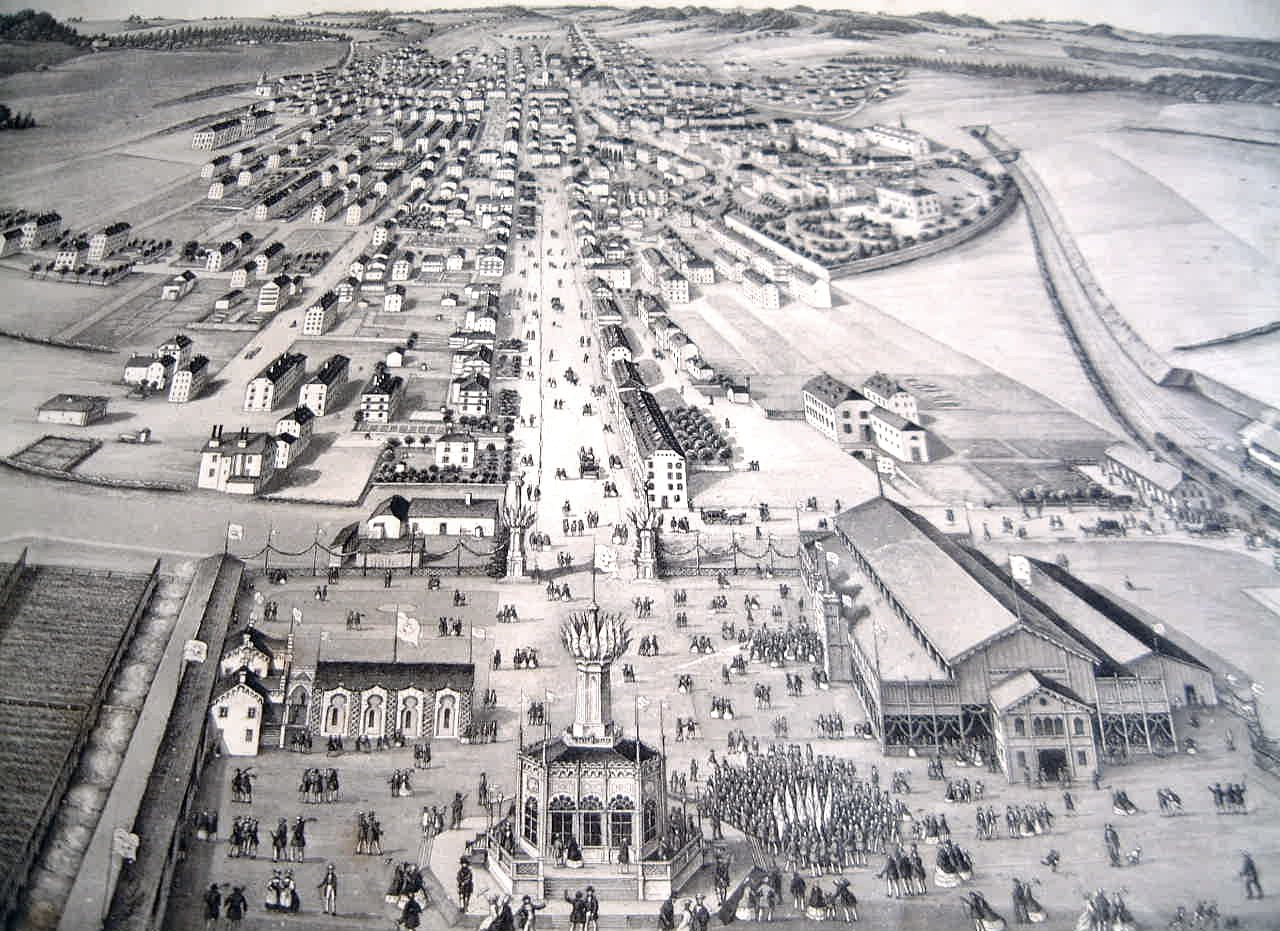
Arrivée du train du Jura industriel en 1863 à La Chaux-de-Fonds pour le tir fédéral.

Peu de temps après l'ouverture de l'ensemble de l'itinéraire, la société rencontre des difficultés de paiement, notamment en raison des frais d'intérêt élevés. La compagnie est mise en faillite en janvier 1861. En 1863 il est l'un des éléments phare du Tir fédéral à La Chaux-de-Fonds en apportant les tireurs depuis le Plateau suisse.
Le canton continue d'exploiter la ligne et en janvier 1865 une nouvelle compagnie du Jura industriel prend le relais. Dix ans plus tard, les Neuchâtelois refusent de racheter le chemin de fer et l'entreprise décide de le vendre le 1er mai 1875 au Chemins de fer du Jura bernois (JB), plus tard Jura-Berne-Lucerne (JBL), fondée une année plus tôt.
En 1884, la poursuite de la ligne du Locle au Col des Roches et à Besançon, prévue dès l'émergence du projet, est ouverte. En 1890, le Régional des Brenets (RdB) commence à circuler sur la voie étroite entre Le Locle et Les Brenets.
Le Jura-Berne-Lucerne n'est toutefois pas en mesure de répondre aux attentes locales et un autre référendum a donc eu lieu le 29 juin 1884. Le chemin de fer est alors racheté par le canton. À partir du 1er janvier 1886, l'exploitation est assurée par la Compagnie du Jura-Neuchâtelois.

## Matériel roulant

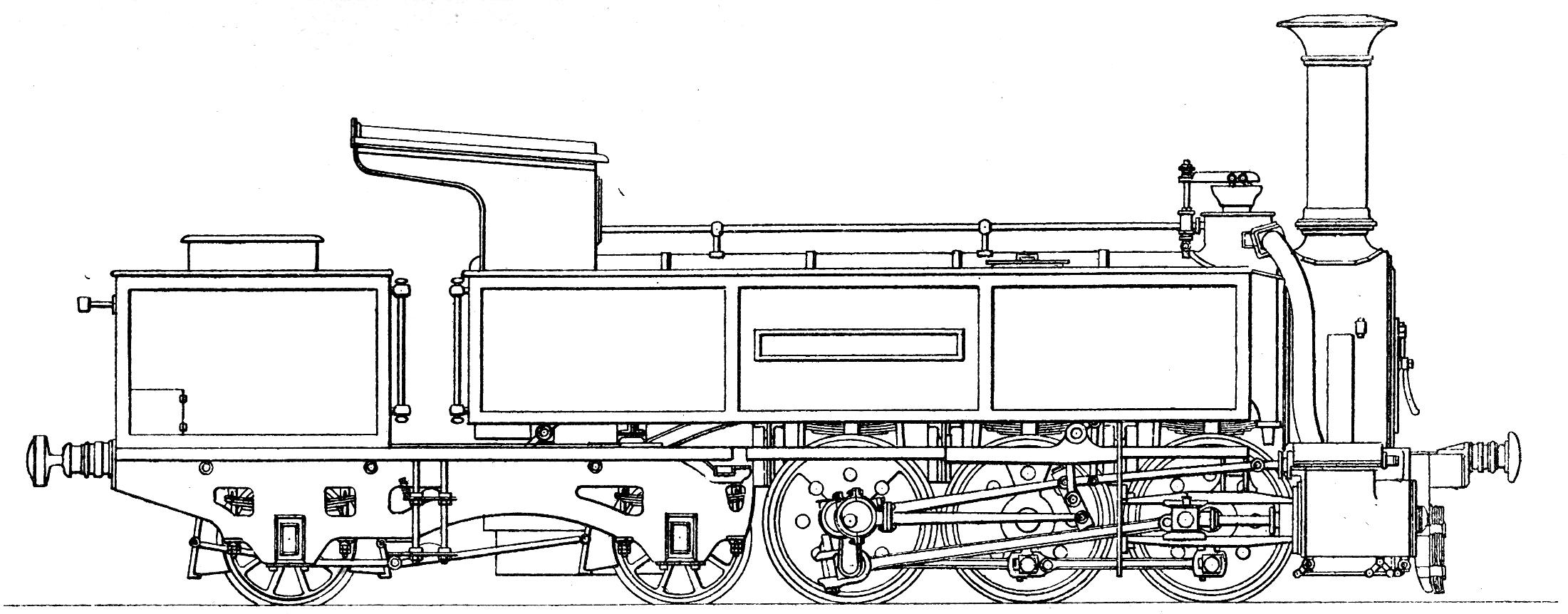
E 3/5 (Serie B)

Le parc de machines du Jura industriel se composait exclusivement de locomotives Engerth qui avaient fait leurs preuves ailleurs sur des lignes raides. Étant donné que les trois premières locomotives ne répondaient pas aux exigences en raison de leur faible puissance de traction, elles ont ensuite été utilisées sur d'autres lignes puis, à partir de 1877, pour la manœuvre avant d'être mises au rebut tôt.
| Désignation                                    | N° | Nom            | Fabricant   | Année de construction | mis au rebut |
| ---------------------------------------------- | -- | -------------- | ----------- | --------------------- | ------------ |
| A. dès 1875: AI dès 1887: B2E dès 1902: Ec 2/5 | 1  | Le Père Fritz  | Esslingen   | 1856                  | 1883         |
| A. dès 1875: AI dès 1887: B2E dès 1902: Ec 2/5 | 2  | Le Jura        | Esslingen   | 1856                  | 1888         |
| A. dès 1875: AI dès 1887: B2E dès 1902: Ec 2/5 | 3  | Jean Richard   | Esslingen   | 1858                  | 1883         |
| B. dès 1875: CI dès 1887: D3E dès 1902: Ed 3/5 | 4  | Père Vielle    | Atelier SCB | 1859                  | 1905         |
| B. dès 1875: CI dès 1887: D3E dès 1902: Ed 3/5 | 5  | Montagnarde    | Atelier SCB | 1859                  | 1898         |
| B. dès 1875: CI dès 1887: D3E dès 1902: Ed 3/5 | 7  | Vignoble       | Atelier SCB | 1859                  | 1904         |
| B. dès 1875: CI dès 1887: D3E dès 1902: Ed 3/5 | 6  | Chaux-de-Fonds | Esslingen   | 1873                  | 1914         |
| B. dès 1875: CI dès 1887: D3E dès 1902: Ed 3/5 | 8  | Locle          | Esslingen   | 1873                  | 1912         |

En raison des difficultés financières de la compagnie du Jura industriel, les locomotives B 4 à 7 n'ont pas pu être entièrement payées, c'est pourquoi le SCB a conservé la locomotive numéro 6 et l'a utilisée elle-même.

## Sources
- Ein Jahrhundert Schweizer Bahnen 1847–1947. Verlag Huber & Co. AG, Frauenfeld 1947; Band I, S. 80
- 3x50 Jahre – Schweizer Eisenbahnen in Vergangenheit, Gegenwart und Zukunft. Pharos-Verlag, Basel 1997, S. 74–77
- Hans G. Wägli: Schienennetz Schweiz. Generalsekretariat SBB, Bern 1980.
- Bernard Renaud: L'histoire du chemin de fer à Neuchâtel, in: Eisenbahn-Amateur 4/2012, ISSN 0013-2764
- Alfred Moser: Der Dampfbetrieb der Schweizerischen Eisenbahnen 1847–1966. Birkhäuser Verlag Basel und Stuttgart 1967
- Pascal Siegfried: Internationale Bahnlinien im Jura. (PDF 3,2 MB) 25. September 2007, abgerufen am 2. April 2014.